# Julius Wilhelm von Beerfelde
Julius Wilhelm von Beerfelde (* 25. Februar 1805 in Bomsdorf bei Neuzelle; † 16. Oktober 1871 in Lübben) war Jurist und Mitglied des Konstituierenden Reichstags des Norddeutschen Bundes.

## Leben
Er entstammte dem Adelsgeschlecht Beerfelde und studierte von 1825 bis 1828 Rechtswissenschaften in Berlin und Bonn. 1826 wurde er Mitglied des Corps Borussia Bonn. 1833 wurde Oberlandesgerichtsreferendar in Frankfurt an der Oder. Ab 1834 war er Direktor der Justizkanzlei Pförten und ab 1849 Direktor des Kreisgerichts Lübben. Seit 1859 war er Geheimer Justizrat und Landsyndikus der Markgrafschaft Niederlausitz in Lübben.
1867 war er Mitglied des Konstituierenden Reichstags des Norddeutschen Bundes für den Wahlkreis Frankfurt 7 (Guben, Lübben) und die Konservative Partei.